# Eleanore Griffin
Pour les articles homonymes, voir Griffin.
Eleanore Griffin est une scénariste américaine née le 29 avril 1904 à St. Paul, Minnesota (États-Unis), décédée le 25 juillet 1995 à Woodland Hills (États-Unis).

## Filmographie
- 1943 : La Ruée sanglante (In Old Oklahoma) d'Albert S. Rogell
- 1948 : Tenth Avenue Angel de Roy Rowland
- 1955 : Au service des hommes (A Man Called Peter) d'Henry Koster
- 1955 : Bonjour Miss Dove (Bonjour Miss Dove) d'Henry Koster
- 1959 : Mirage de la vie (Imitation of Life) de Douglas Sirk
- 1959 : Le Troisième Homme sur la montagne (Third Man on the Mountain) de Ken Annakin
- 1961 : Histoire d'un amour (Back street) de David Miller
- 1964 : One Man's Way